# Editorial Funambulista
Editorial Funambulista es una editorial española, con sede en Madrid, fundada en octubre de 2004 por Max Lacruz Bassols. Concebida como un homenaje póstumo a la figura del escritor y editor Mario Lacruz (1929-2000), mantiene cuatro líneas editoriales muy definidas: clásicos del siglo XX, narrativa europea contemporánea (con especial atención al mundo francófono y del este de Europa, pero sin descuidar literaturas como la oriental o la escandinava), nuevos talentos en castellano y, finalmente, el rescate de obras injustamente olvidadas de las letras universales. 
También publica en catalán, en su colección LLETRAFERITS.